# Lampropsar tanagrinus
Lampropsar tanagrinus là một loài chim trong họ Icteridae.